# Medaglia del Delhi Durbar di Edoardo VII
La medaglia del Delhi Durbar di Edoardo VII era una commemorativa per celebrare l'anniversario dell'incoronazione a imperatore d'India di re Edoardo VII del Regno Unito.
La maggior parte delle medaglie coniate vennero realizzate in argento e destinate a ufficiali o diplomatici in servizio in India mentre un ristretto gruppo venne realizzato in oro e destinato ai principi indiani.

## Descrizione
La medaglia era composta di un disco d'argento raffigurante l'effigie di re Edoardo VII rivolta, coronato e con gli abiti regali da cerimonia, rivolto verso destra e attorniato dalla legenda "EDWARD VII - DELHI DARBAR 1903".
Il  nastro era azzurro con una striscia blu per parte e una centrale.